# Mars Society
 (janvier 2018).

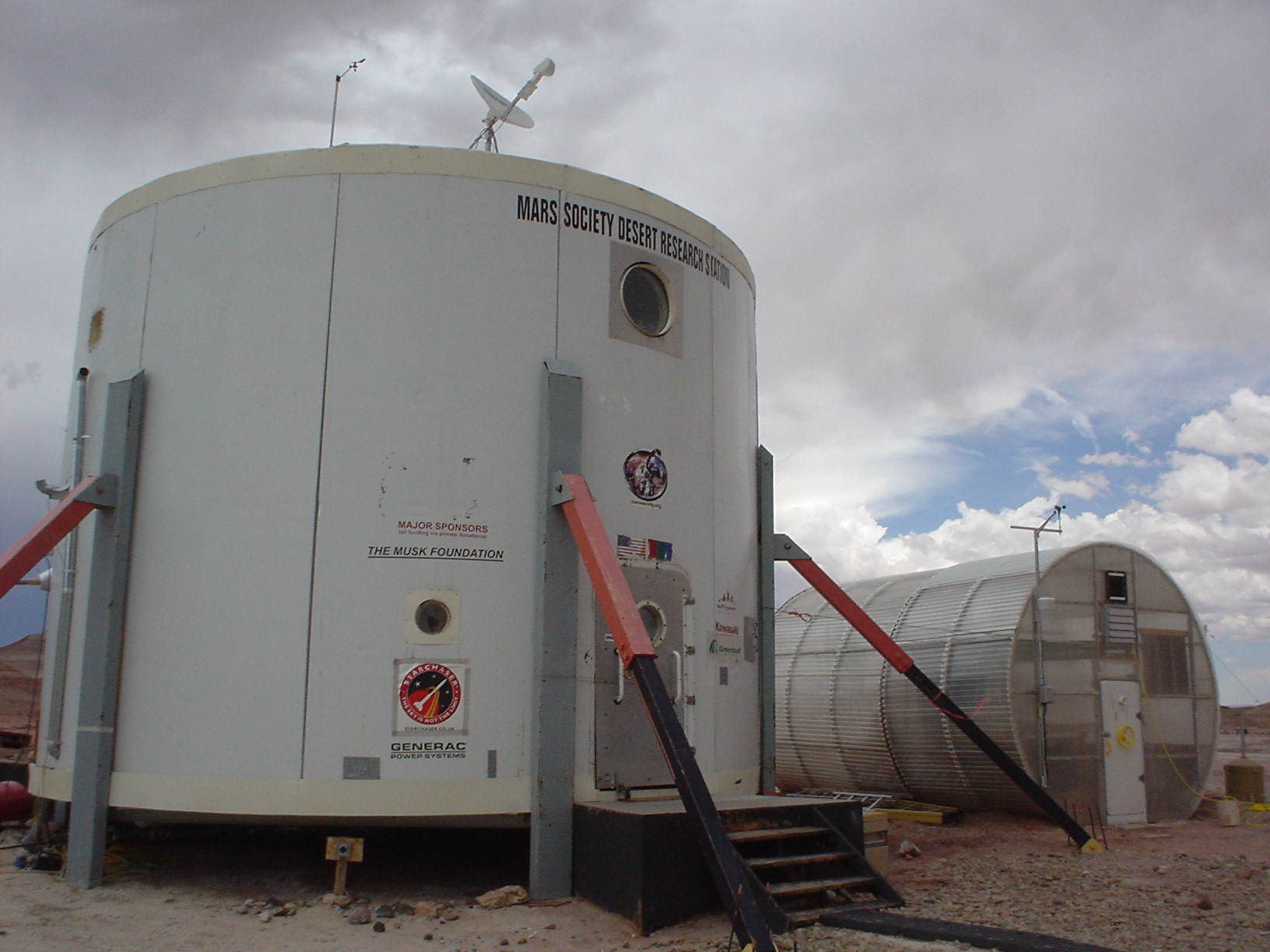
Mars Desert Research Station, dans l'Utah.

La Mars Society est une organisation internationale, à but non lucratif, ayant pour principal objectif de promouvoir l'exploration et la colonisation de la planète Mars.
Elle est créée en 1998 par Robert Zubrin, et reçoit le soutien d'écrivains et réalisateurs de science-fiction, tels que Kim Stanley Robinson ou James Cameron, et divers scientifiques.
L'organisation se consacre à convaincre le public et les gouvernements des bénéfices de l'exploration spatiale, et de Mars en particulier, elle défend l'idée de missions humaines vers Mars,.

## Histoire
La Mars Society est officiellement née lors de sa conférence fondatrice en août 1998. 700 représentants — astronomes, scientifiques, ingénieurs, astronautes, entrepreneurs, professeurs, étudiants et amateurs de l'espace — ont participé à un week-end de discussions et de présentations des principaux défenseurs de l'exploration de Mars.
Elle compte aujourd'hui environ 5 000 membres dans une cinquantaine de pays.
Elle œuvre à promouvoir la colonisation de Mars, par le biais de projets techniques et organisationnels.
Quelques projets :
- la poursuite de l'élaboration du plan de la mission Mars Direct pour envoyer des humains sur Mars[4] ;
- le programme Mars Analogue Research Station (en) (MARS – Station de recherche analogue à Mars) : étude des possibles futurs habitats martiens, sur des terrains ressemblant à Mars.
- le concours Mars Society Analogue Pressurized Rover, un concours pour concevoir un véhicule tout-terrain pressurisé utilisable sur Mars.
- le programme Mars Gravity Biosatellite, pour concevoir, construire et lancer un satellite en rotation. Il fournirait artificiellement une gravité partielle de 0,38 g, équivalente à celle de Mars. Il accueillerait une petite population de souris pour étudier les effets sur la santé d'une gravité partielle ; cette initiative de la Mars Society est maintenant soutenue par un portail web[5] ;
- la mission de ballon martien conduite par la section allemande de la Mars Society ;
- le programme Tempo3 (Tethered Experiment for Mars inter-Planetary Operations), un satellite fondé sur CubeSat visant à démontrer la génération d'une gravité artificielle en utilisant des masses reliées par un câble.

La Mars Society organise des conférences et des présentations sur ses projets dans les écoles, collèges, universités, organismes professionnels et grand public. Elle promeut l'enseignement des sciences, de l'astronomie et des sujets liés aux vols spatiaux.
Elle fait campagne auprès de chaque pays pour plus d'investissements dans la recherche et le développement spatial. Elle accueille des conférences annuelles sur l'exploration de Mars aux États-Unis, en Europe et en Australie. Elle soutient la NASA, l'ESA et d'autres agences spatiales dans leurs programmes en cours d'exploration de Mars[réf. nécessaire].
Son comité directeur inclut des personnes comme Buzz Aldrin et Peter H. Smith, et, par le passé, Kim Stanley Robinson, Michael Griffin, Christopher McKay, et Pascal Lee.

## Sections européennes

### Autriche: ASF (Österreichisches Weltraum Forum, OeWF)[7].
L'Österreichisches Weltraum Forum (ASF), également connu sous le nom de Forum autrichien de l'espace, est un réseau national dédié à l'aérospatiale et aux passionnés de l'espace en Autriche. Il représente la branche autrichienne de la Mars Society.
Le Forum est une plateforme de communication entre le secteur spatial et le grand public. Il est intégré dans un réseau mondial de spécialistes de l'industrie spatiale, de la recherche et de la politique. À travers cette connexion, l'OeWF vise à renforcer le secteur en rendant plus visibles auprès du public les activités spatiales, les ateliers, les conférences techniques et les projets associés.
Les recherches menées par l'Österreichisches Weltraum Forum sont principalement axées sur Mars. Parmi ses initiatives, on compte la mission AustroMars. Elle implique près de 130 bénévoles et simule une mission à la Mars Desert Research Station (MDRS).
Il y a un programme de recherches polaires, (sur plusieurs années), qui inclut le développement d'un système analogue au robot martien, ainsi qu'un nouveau prototype de scaphandre nommé « Aouda.X ». Ces projets doivent aboutir à une expédition dans l'Arctique en 2011.
Le Forum regroupe un nombre restreint de professionnels qui contribuent à des projets spatiaux, principalement en collaboration avec d'autres associations autrichiennes et des organisations spatiales internationales.
Leur gamme d'activités va des présentations en classe aux expositions sur l'espace. Elles peuvent attirer jusqu'à quinze mille visiteurs. Elles utilisent des rapports d'experts auprès du Ministère fédéral autrichien de la Technologie et des activités de transfert de technologies spatiales pour des applications terrestres.

### Pays-Bas:Stichting Mars Society Nederland[8].
La section néerlandaise de la société de Mars (Mars Society Pays-Bas) ouvre son site web en 1999. La MS PB est enregistrée aux Pays-Bas en tant qu'organisation à but non lucratif (« stichting »). Les membres inscrits versent une cotisation annuelle. Les activités de la MS PB sont axées sur la sensibilisation du public à travers des conférences (nationales et européennes), des expositions, des événements et des campagnes médiatiques.
Le principal moyen de communication entre les membres et le public est le site web consacré à Mars et aux sujets liés à l'espace.
En coopération avec la Société Néerlandaise pour l'Aérospatiale (NVR), MS PB s'efforce d'éduquer la jeunesse avec le programme « enfants pour l'espace » et le « programme RuimteWijs », en donnant des conférences sur Mars dans tout le pays. Des conférences sur Mars sont organisées conjointement avec la Société astronomique néerlandaise. Enfin, MS PB coopère avec la Planetary Society.
MS PB est impliquée dans des projets internationaux de la Mars Society depuis le début, et elle soutient la coopération européenne dans les projets spatiaux.
Artemis Westenberg, présidente de MS PB, a été impliquée dans les bases de simulation de la Mars Society depuis plusieurs années. Elle assume depuis 2008 la responsabilité de Directeur de Mission pour la Mars Desert Research Station, gérant tous les aspects de cette base dans l'Utah.

### Allemagne:Mars Society Deutschland[9].
La section allemande de la Mars Society (Mars Society Deutschland - MSD) est fondée en 2001. La MSD est enregistrée en Allemagne comme une association à but non lucratif. Les membres inscrits versent une cotisation annuelle. Les activités de la MSD sont axées sur les aspects techniques de projets scientifiques et plus particulièrement celui du ballon-sonde Martien ARCHIMEDES. Le principal moyen de communication avec les membres et le grand public est son site web avec des informations sur le projet ARCHIMEDES, des publications sur Mars ou d'autres sujets spatiaux, et des actualités qui peuvent être commentées par les visiteurs du site et le Forum de l'Espace.
Le conseil d'administration de MSD est composé de cinq membres. Depuis juin 2009, son président est Michael Danielidis, Dr. en physique spatiale. La mise au point d'ARCHIMEDES est dirigée par l'ingénieur Hannes Griebel, qui est également membre du conseil d'administration de MSD.
ARCHIMEDES est en cours de développement. C'est le projet majeur de la MSD depuis 2001. En 2006, des essais en vol sont entrepris pour tester le nouveau système de ballon en faible gravité. Les essais sont effectués soit dans un Airbus A300 pendant des vols paraboliques de courte durée, soit lors de campagnes d'essai de fusée-sonde REXUS3-REGINA et REXUS4-MIRIAM pour les tests de plus longue durée dans des conditions spatiales. D'autres tests de vol sont prévus pour les prochaines années avec l'objectif de qualifier ARCHIMEDES pour sa mission vers Mars en 2018. ARCHIMEDES sera envoyé vers Mars à bord d'une sonde martienne de type AMSAT ou d'un satellite similaire. ARCHIMEDES est développé par la MSD avec l'appui des Forces Armées Allemandes à Neubiberg près de Munich, de l'IABG à Ottobrunn, de DLR-Moraba pour les lancements de fusées, d'autres universités, et de plusieurs entreprises industrielles pour certains points techniques.

### France: Association Planète Mars[10].
La section française de la Mars Society est fondée en 1999 comme « Association Planète Mars ». Organisme à but non lucratif (association Loi 1901), ayant son siège à Paris, son fondateur est Richard Heidmann, ingénieur en propulsion spatiale. Il a participé au congrès de fondation de la Mars Society en août 1998 et est membre du Steering Committee de la Mars Society. Il en a été le président pendant plus de dix ans. Il a cédé sa place à Alain Souchier, également ingénieur en propulsion spatiale.
Elle appuie les idées et les actions de la Mars Society, celles-ci devant être adaptées au contexte culturel et politique de la France et l'Europe.
L'association planète Mars a pour activité principale la communication avec le public par des conférences, des expositions, des événements, des interventions dans les médias (TV, radio, magazines, etc.). Occasionnellement, elle conseille  des journalistes ou des cinéastes. Chaque fois que possible, elle coopère dans des actions de sensibilisation aux sciences.
L'association planète Mars fait un effort pour attirer les jeunes. 25 % de ses membres cotisants ont moins de 25 ans. Elle développe des expériences de tutorat, propose des projets liés à Mars pour les étudiants en ingénierie, encourage les groupes de travail sur de divers sujets. Aujourd'hui, trois groupes sont actifs : sur la Sécurité de mission, sur l'Architecture martienne et sur les Aspects médicaux. Elle participe à des missions dans les bases de simulation MDRS et FMARS, développant en particulier un prototype de « Véhicule d'exploration de paroi ».
Elle fait du lobbying, au sein du personnel politique et institutionnel en France, et au niveau européen (Conseil Européen, ESA). Elle publie des documents politiques pour exposer son point de vue, et les distribue aux décideurs et à la presse, par exemple en juin 2004, à l'initiative américaine d'exploration spatiale, et en septembre 2008, en vue du conseil ministériel de l'ESA.

### Italie:Italian Mars Society[11].
La section italienne de la Mars Society (Italian Mars Society) a été fondée en 2005. Son siège est à Curno (Bergamo), près de Milan, et son président est Antonio Del Mastro, entrepreneur et propriétaire d'une société de conseil en ingénierie.
La Mars Society italienne réalise des activités de vulgarisation scientifique relatives à la Planète Rouge. Elle collabore avec les autres sections européennes de la Mars Society, pour bâtir un réseau de connaissances : son objectif est de développer l'intérêt des Européens pour l'exploration de Mars.

### Belgique:Mars Society Belgium[12].
La Mars Society Belgium, organisation à but non lucratif, se consacre à la promotion de l'exploration et de la colonisation de la planète Mars, fondée en 2002 par Pierre-Emmanuel Paulis. Ce spécialiste d'exploration spatiale a  participé à une simulation de vie sur Mars aux États-Unis. Cette organisation rassemble plus de 60 membres. Parmi eux, des astronautes belges éminents tels que Dirk Frimout et Frank De Winne, qui sont des parrains de l'association.
La Mars Society Belgium organise des actions pour informer le public des développements récents dans le domaine spatial, populariser les sciences spatiales, et sensibiliser au potentiel des missions d'exploration martienne. Elle se concentre sur la diffusion de connaissances et la mise en valeur des avantages d'explorer Mars.
Association soutenue par l'Euro Space Center, un centre récréatif dédié à l'espace situé à Lennik, la Mars Society Belgium utilise cet environnement pour sensibiliser le public à l'exploration spatiale, en particulier vers Mars, destination des futurs projets d'exploration et de colonisation.

### Pologne:Mars Society Polska(MSP)[13].
Mars Society Polska (MSP) participe à la création de l'industrie spatiale polonaise. Ce secteur étant encore en développement, elle veut y créer une composante martienne. La Pologne a été le dernier état membre de l'UE à signer l'accord de coopération avec l'ESA. La plupart des projets se concentrent sur la technologie des satellites. MSP fait la promotion de l'exploration et des vols spatiaux habités. Elle s'appuie sur des commanditaires privés, sur les ressources du ministère des Sciences et de l'Enseignement supérieur, et sur les autorités locales (qui proposent des projets plus accessibles au grand public).

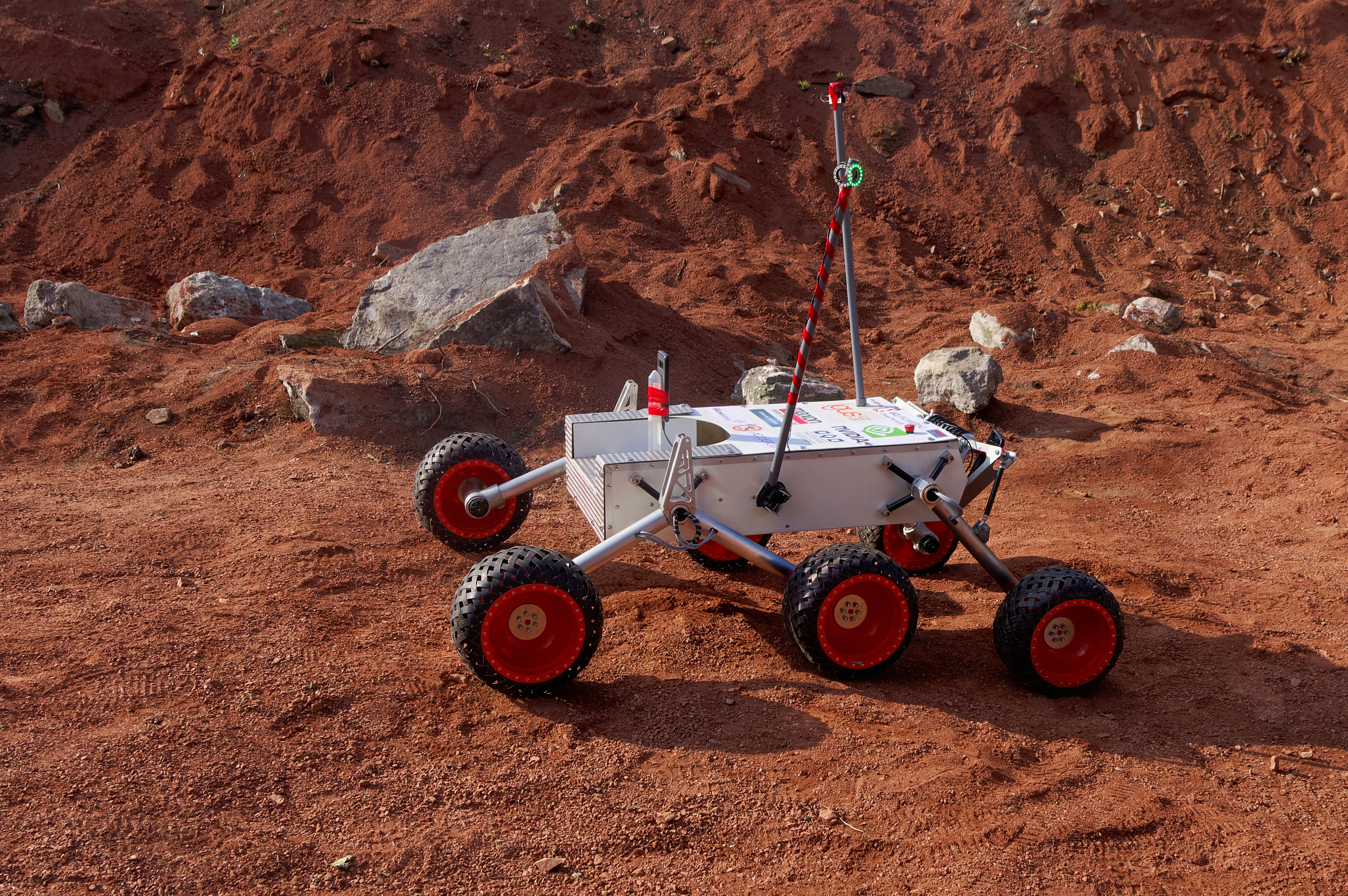
Mars Society organise en Pologne le European Rover Challenge. Voici le concurrent de l'University College de Londres. Septembre 2018.

Son premier projet a été une astromobile pressurisée. Il a permis le développement de la Mars Society polonaise, sur la base d'actions éducatives dans les écoles polonaises. Ensuite, la MSP a été coorganisatrice de l'édition polonaise du concours « Red Rover Goes to Mars », et elle a lancé un jeu sur la colonisation de Mars (Columbia negotiation Memorial). En 2007, elle a organisé le premier Festival martien, un événement de deux jours auquel ont participé six cents visiteurs, et Discovery Channel comme commanditaire principal. Mars Festival 2008 a été moins important, les efforts étant mis sur d'autres projets, comme l'astromobile polonais, nommée « Skarabeusz ».
Le projet de MSP est maintenant l'habitat martien polonais, à partir d'un concept de l'architecte Janek Kozicki. Il consiste en trois modules gonflables joints, avec une surface utilisable de 900 m2. Il sera construit et placé à proximité d'une grande ville, accessible au grand public et aux médias.
La MSP est présent dans les médias polonais, travaille à un documentaire. Elle développe des logiciels — systèmes informatiques pour le futur habitat martien, avec Virtual Mars Base et accès distant. Jan Kotlarz de MSP a créé un logiciel RODM pour la modélisation de la surface de Mars basé sur des photos haute-résolution de Mars Reconnaissance Orbiter. RODM est actuellement testé par la NASA et l'ESA.

### Royaume-Uni:Mars Society UK[14].
La Mars Society UK est la plus ancienne section de la Mars Society (hors États-Unis). Sa première réunion publique a eu lieu le 4 juillet 1998, à Londres. Le professeur Colin Pillinger, chef du projet Beagle 2, était le principal orateur. C'était la première fois que Beagle 2 était présenté au grand public au Royaume-Uni. De 1998 à 2003, la Mars Society UK (MSUK) a soutenu Beagle 2, avec de nombreuses manifestations publiques. Les membres de l'équipe du projet Beagle 2 s'y exprimaient devant la maquette de Beagle 2.
- MSUK a accueilli la première réunion des dirigeants des Mars Society européennes, avec des représentants de France, d'Allemagne, de Pologne, d'Espagne et des Pays-Bas.
- Elle a organisé en 2002 un « Jour martien », suivi par quelque deux cents personnes. L'événement a été couvert par les principales télévisions du Royaume-Uni (BBC, ITN, Sky News).
- En 2003, elle a fait accepter et publier par le gouvernement britannique des documents pour un réexamen de la politique spatiale du Royaume-Uni. Elle a milité pour la participation du Royaume-Uni dans les projets de vols spatiaux habités.
- Depuis 2006, elle a participé au comité de décision du Prix Arthur Clarke, une des récompenses les plus prestigieuses accordée au Royaume-Uni pour contribution dans les domaines de la recherche et de l'exploration spatiale. Elle a produit des consultations et Livres blancs sur les changements de politique spatiale du Royaume-Uni. Elle a contribué à l'engagement du gouvernement britannique dans les vols spatiaux habités à partir de 2010.
- Elle est actuellement engagée dans une nouvelle révision de la politique spatiale du Royaume-Uni : déterminer si le Royaume-Uni a besoin d'une agence spatiale dédiée.

Plus récemment, la MSUK, avec plusieurs organismes et personnalités, s'est efforcée d'organiser une Conférence sur l'Espace au Royaume-Uni (UK Space Conference - UKSC). Une première réunion constitutive a eu lieu en avril 2009.

### Espagne: Mars Society Espana[15].
La Mars Society España (TMSE) est une association qui promeut l'exploration spatiale. Elle met l'accent sur l'établissement permanent de l'humanité sur Mars.
Fondée en 2001, elle fait partie de la Mars Society, une organisation internationale créée en 1998 par Robert Zubrin. La TMSE se consacre à la réalisation de projets de diffusion, d'éducation et de recherche sur des sujets liés à Mars. Le programme Villa Longenia, par exemple, est la simulation d'une colonie martienne. Elle organise événements, conférences et concours pour susciter l'intérêt vers l'exploration spatiale.
La TMSE est composée de bénévoles professionnels et de passionnés. Elle a le  soutien de diverses institutions et entreprises. L'association veut sensibiliser le public aux enjeux liés à Mars, encourager le grand public à soutenir des projets d'exploration spatiale, en particulier vers Mars, pour l'expansion de l'humanité dans l'espace.

### Suisse:Mars Society Switzerland[16].
La Mars Society Switzerland (MSS) a été créée en février 2010 par Pierre Brisson, un des membres fondateurs de la Mars Society et membre du conseil d'administration de l'Association Planète Mars (France). Elle couvre l'ensemble des territoires suisses de langues française et allemande. Elle maintient des liens étroits avec l'Association Planète Mars.
Elle veut convaincre le public suisse de l'intérêt de l'exploration de Mars et de la faisabilité de cette exploration, aussi bien par vols habités que par vols robotiques, en utilisant les concepts de la théorie dite « Mars Direct » telle qu'exposée par Robert Zubrin. Elle veut rassembler autour des scientifiques suisses travaillant sur Mars, toutes les personnes qui partagent leur intérêt.
Elle a participé, par une « session martienne », au huitième Swiss Geoscience Meeting (8SGM) qui a regroupé les géologues suisses en novembre 2010 à Fribourg sur le thème « Hot and cold, extreme climates in space and time ».
En mai 2011, elle a coorganisé, avec le Space Center de l'EPFL le 5e Space Exploration Day, sur le thème « 50 years of Human Presence in Space; Mars Next or Bust? ».
Du 30 septembre au 2 octobre 2011, elle a été l'hôte, à Neuchâtel, de la 11e Convention européenne sur Mars (EMC11). Cela a été l'occasion de faire le point sur l'avancée de l'exploration et les modalités du voyage par vols robotiques et habités. EMC11 a regroupé 25 présentations de spécialistes dans tous les domaines intéressés par l'exploration de Mars et deux débats avec la Presse (Le Temps et Beobachter Natür). Les résumés des présentations et le compte rendu sont accessibles sur le site de l'association.
Le 10 septembre 2012, elle a organisé à Berne, au Musée d'histoire naturelle, une conférence, « Searching for Life on Mars », centrée sur une présentation du Pr André Maeder, astrophysicien bien connu de l'université de Genève qui a publié fin 2011 L'unique Terre habitée ? (éditions Favre). Cette présentation a été suivie de celle du Dr Beda Hofmann, chef du Département des Sciences de la terre au Musée d'histoire naturelle de Berne, qui a présenté son fichier des formes primitives de vie (terrestres). Il doit servir de base de comparaisons pour la prochaine mission au sol, ExoMars, de l'ESA. Enfin, Pierre Brisson a fait le point sur la mission MSL.
Pierre Brisson a donné une autre conférence, au Club 44 de la Chaux-de-Fonds, le 26 mars 2013. Cette conférence était centrée sur une présentation du Pr Michel Cabane. Ce dernier (chercheur au LATMOS) est professeur émérite de l'université Pierre-et-Marie-Curie et responsable du chromatographe en phase gazeuse (GC) embarqué sur Curiosity (et à ce titre co-PI[Quoi ?] du laboratoire SAM). Il a fait le point sur l'exploration du Cratère Gale. Au regard des dernières analyses de roches effectuées par les instruments de Curiosity, il a montré pourquoi on pouvait dire que la planète Mars avait été jadis habitable. Il a enfin présenté les questions qui se posent souvent sur la compréhension du milieu martien.
Une autre section de la Mars Society est également en cours[Quand ?] de création au Luxembourg.